# Okręg wyborczy Guildford
Okręg wyborczy Guildford powstał w 1295 r. i wysyłał do angielskiej, a następnie brytyjskiej, Izby Gmin dwóch deputowanych. W 1868 r. liczbę mandatów przypadających na okręg zmniejszono do jednego. Okręg obejmuje miasto Guildford w hrabstwie Surrey i okolice.

## Deputowani do brytyjskiej Izby Gmin z okręgu Guildford

### Deputowani w latach 1660–1868
- 1660–1664: Richard Onslow
- 1660–1679: Arthur Onslow
- 1664–1679: Thomas Dalmahoy
- 1679–1685: Morgan Randyll
- 1679–1689: Richard Onslow, wigowie
- 1685–1689: Heneage Finch, torysi
- 1689–1701: Foot Onslow
- 1689–1690: John Weston
- 1690–1705: Morgan Randyll
- 1701–1713: Denzil Onslow
- 1705–1708: Robert Wroth
- 1708–1710: Morgan Randyll
- 1710–1711: Robert Wroth
- 1711–1722: Morgan Randyll
- 1713–1714: Richard Onslow, wigowie
- 1714–1717: Denzil Onslow of Pyrmont
- 1717–1720: Robert Wroth
- 1720–1728: Arthur Onslow, wigowie
- 1722–1727: Thomas Brodrick
- 1727–1760: Richard Onslow
- 1728–1734: Henry Vincent
- 1734–1740: Richard Onslow
- 1740–1747: Denzil Onslow of Stoughton
- 1747–1768: John Elwill
- 1760–1784: George Onslow
- 1768–1782: Fletcher Norton
- 1782–1784: William Norton
- 1784–1806: Thomas Onslow, wicehrabia Cranley, wigowie
- 1784–1790: Chapple Norton
- 1790–1796: George Sumner
- 1796–1806: Chapple Norton
- 1806–1818: Thomas Cranley Onslow
- 1806–1807: George Sumner
- 1807–1812: Chapple Norton
- 1812–1830: Arthur Onslow
- 1818–1819: William Best, torysi
- 1819–1826: Charles Wall
- 1826–1830: George Norton
- 1830–1831: Charles Wall
- 1830–1831: George Sumner
- 1831–1832: Charles Francis Norton
- 1831–1837: James Mangles
- 1832–1847: Charles Wall
- 1837–1841: James Yorke Scarlett, Partia Konserwatywna
- 1841–1858: Ross Mangles
- 1847–1852: Henry Currie
- 1852–1857: James Bell
- 1857–1866: William Bovill
- 1858–1868: Guildford Onslow
- 1866–1868: Richard Garth

### Deputowani po 1868 r.
- 1868–1874: Guildford Onslow
- 1874–1885: Denzil Roberts Onslow
- 1885–1906: St John Brodrick, Partia Konserwatywna
- 1906–1910: Henry Cowan, Partia Liberalna
- 1910–1922: William Horne, Partia Konserwatywna
- 1922–1931: Henry Buckingham, Partia Konserwatywna
- 1931–1935: Charles Rhys, Partia Konserwatywna
- 1935–1950: John Jarvis, Partia Konserwatywna
- 1950–1966: George Nugent, Partia Konserwatywna
- 1966–1997: David Howell, Partia Konserwatywna
- 1997–2001: Nick St Aubyn, Partia Konserwatywna
- 2001–2005: Sue Doughty, Liberalni Demokraci
- 2005– : Anne Milton, Partia Konserwatywna